# Christophe Pierre
Christophe Louis Yves Georges Pierre, född 30 januari 1946 i Rennes, Frankrike, är en fransk kardinal och titulärärkebiskop. Han är sedan 2016 apostolisk nuntie till Förenta staterna.